# Дитценбах
Дитценбах (на немски: Dietzenbach) е град, както и община в Германия, административен център на окръг Офенбах, провинция Хесен. Намира се на около 135 метра надморска височина, на около 12 километра югоизточно от град Франкфурт на Майн. Населението на града към 31 декември 2020 г. е 34 429 души.